# Hans bedste Kamp
Hans bedste Kamp (originaltitel The Victor) er en amerikansk stumfilm fra 1923 af Edward Laemmle.

## Medvirkende
- Herbert Rawlinson som Cecil Fitzhugh Waring
- Dorothy Manners som Teddi Walters
- Frank Currier
- Otis Harlan som Chewing Gum Baron
- Esther Ralston
- Eddie Gribbon som Porky Schaup
- Tom McGuire som Jacky Williams